# Ekta Parishad

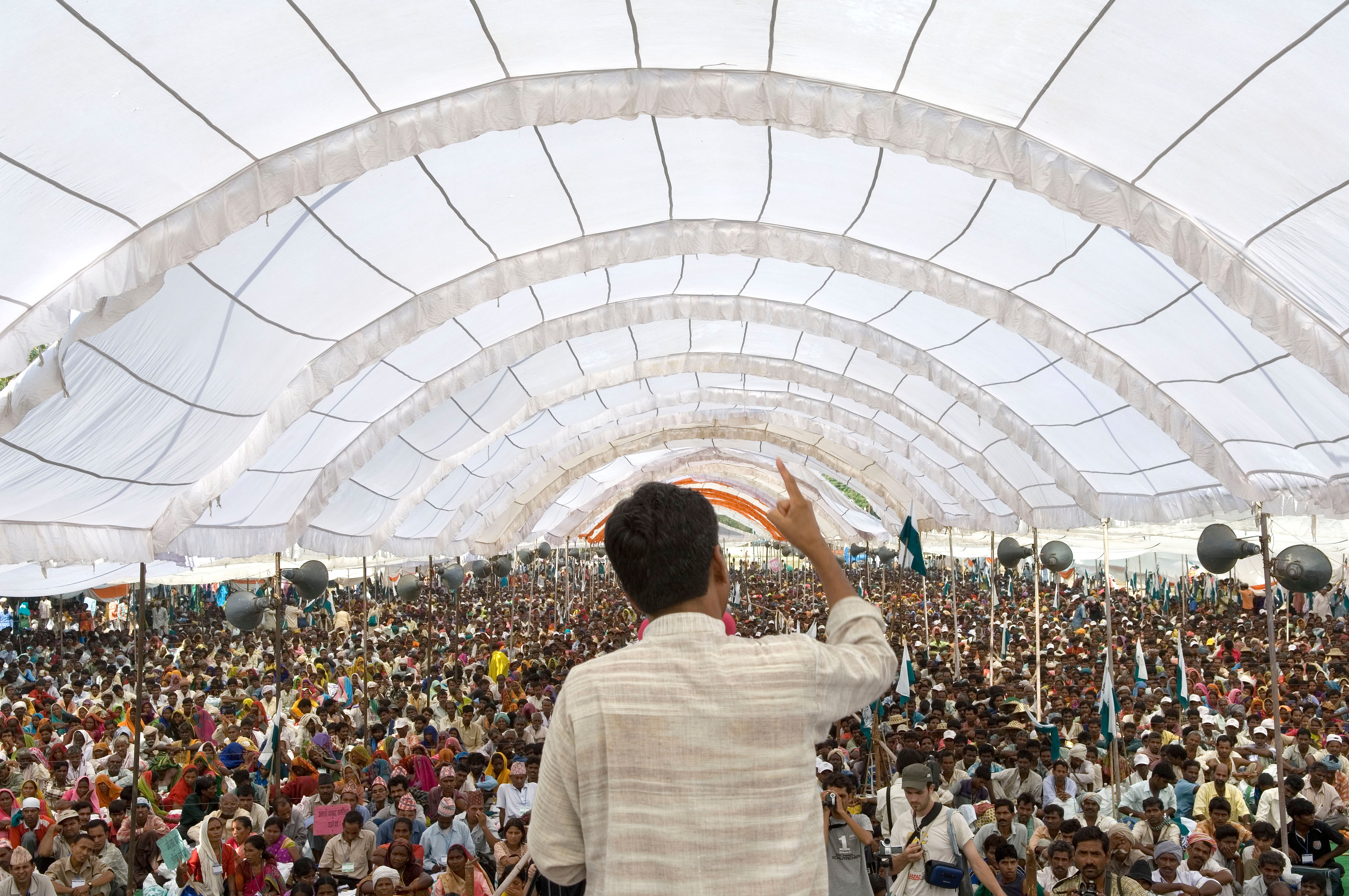
Rajagopal hablando ante 25,000 personas, Janadesh 2007

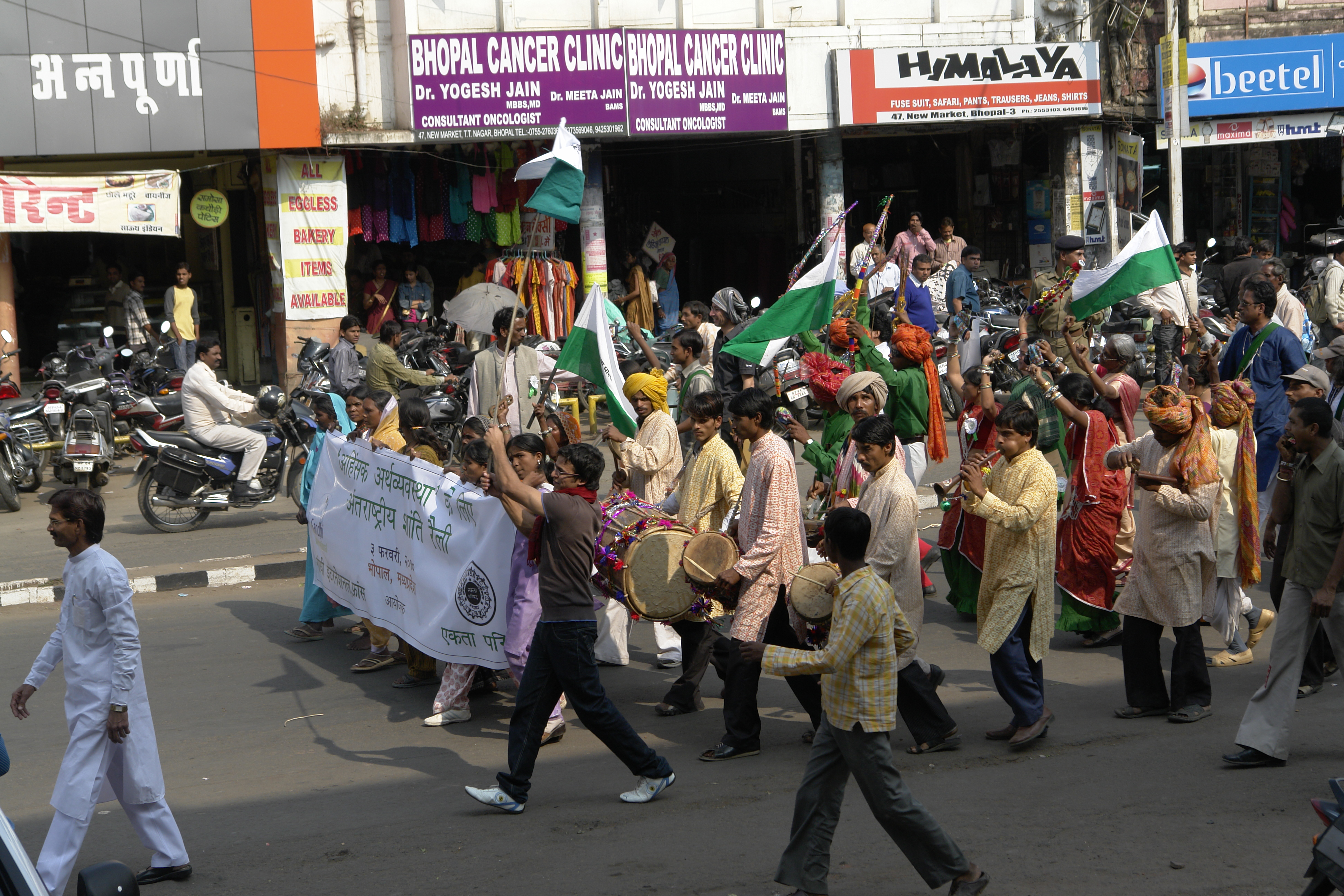
Marcha en in Bhopal, India, organizada por Ekta Parishad

Ekta Parishad (foro de unidad en hindi) es un movimiento de activistas indios, fundado en 1991 por Rajagopal P. V., hijo de un trabajador Gandhiano. Ekta Parishad es un movimiento de unas 11.000 comunidades de base y tiene miles de miembros individuales. Actualmente desarrolla su acción en 11 estados.

## La estrategia Gandhiana noviolenta de Ekta Parishad
Las dos actividades principales de Ekta Parishad son: mantener cauces de diálogo con el gobierno a nivel estatal y nacional y movilizar a los campesinos para la lucha a nivel de bases. Ambos están interrelacionados: la gente es luchadora desde abajo y sus luchas se sostienen gracias a la constitución de instituciones que les dan los instrumentos para luchar por sus derechos (usando la democracia) en el nivel más elevado, a través del diálogo. Y viceversa: se sostienen mediante el diálogo en el nivel superior para dar espacio a la acción política o a la lucha en el nivel inferior. 
La lucha desde la base está centrada en la lucha por los derechos de la tierra. Aproximadamente el 70% de la población de la India depende para su sustento del acceso a la tierra y sus recursos naturales. Sin una reclamación legal hacia estas tierras, miles de personas son forzadas a emigrar cada día a los centros urbanos, donde se encuentran desprovistos de cualquier oportunidad  que no sea convertirse en obreros manuales, sin ningún tipo de derechos o de posibilidades de seguridad de vida o económica. Miles de personas en India unidas para liberarse a sí mismos de la opresión que sufren en sus vidas por parte de la política de tierras en este país. 
De esta manera, Ekta Parishad presiona los estratos superiores e inferiores del sistema político y administrativo indio, que está bloqueado fundamentalmente a causa de la corrupción. Ésta genera una distribucuión ineficaz de información y una distribución desigual en los estratos inferiores. La gente del estamento inferior no reciben lo que necesitan para vivir de una manera decente y se les usurpa todo su poder. Ekta Parishad ayuda a la gente a recobrar su poder para defender sus derechos y les proporciona una plataforma para que la gente pueda compartir sus experiencias y sus ideas con la confianza de que sus voces serán escuchadas.

## Victorias de Ekta Parishad y perspectivas de futuro

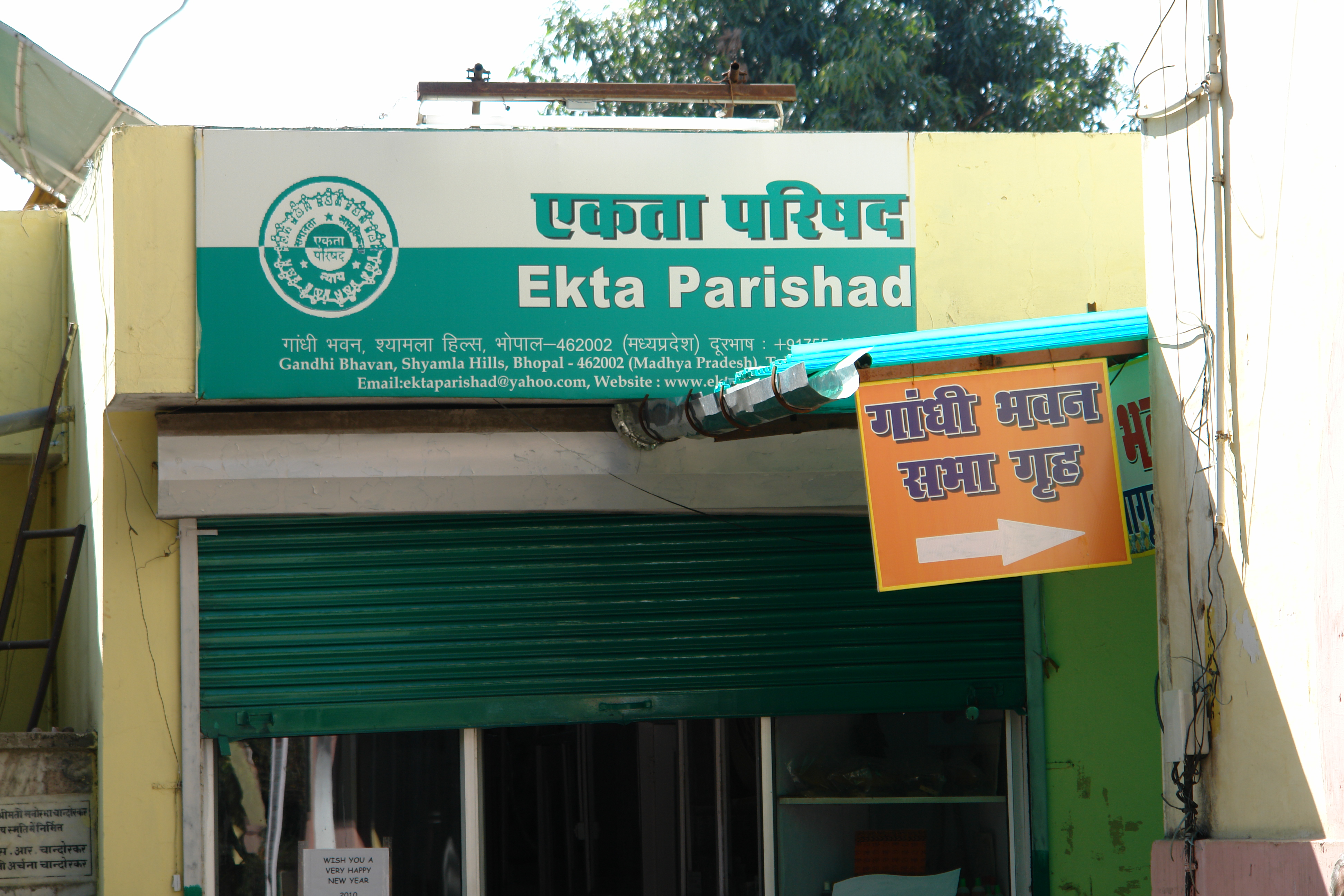
Oficina de Ekta Parishad en Bhopal

Rajagopal P. V. es el fundador y guía espiritual de Ekta Parishad. En octubre de  2007, Ekta Parishad organizó Janadesh, una marcha no violenta, a pie, de 350 km entre Gwalior and Delhi. Participaron 25,000 agricultores y activistas. Tras esto, el gobierno indio promulgó la Ley de Derecho Forestal en 2008.
Sin embargo, el desarrollo es muy lento. En octubre de 2012, Ekta Parishad organizó una nueva marcha, Jan Satyagraha, en esta ocasión con 100,000 personas.
Ekta Parishad es uno de los movimientos sociales no violento en la India, trabaja por la tierra y los derechos forestales a nivel nacional. Se ha ido conformando durante más de veinte años, partiendo desde un nivel local, hacia uno nacional y aumentando hasta el ámbito internacional. El propósito de esta masa crítica, conformando una agrupación de empobrecidos cada vez más grande hacia un movimiento de masas, ha sido presionar a un gobierno central  que es resistente a las reformas y a los cambios estructurales. El cambio estructural al que convoca Ekta Parishad es una completa redistribución de tierras que permita  a marginados y oprimidos salir de la pobreza. La reforma de la tierra es el terreno de juego que puede sacar de la pobreza al 40% de la población y reducir de manera sustantiva la violencia que atenaza la sociedad india.
Uno de los éxitos en la historia de Ekta Parishad es que la gente ha encontrado un espacio social en el que estar juntos y poder exigir sus derechos. En la sociedad normal, no es fácil o posible para gente marginada, como una mujer soltera empobrecida o un trabajador sometido a esclavitud, levantarse para demandar sus derechos (incluso aunque los tuvieran). Ekta Parishad vigila un espacio de democracia llevando juntos grupos hacia una organización de masas. Haciendo esto de manera constante, se está recordando al gobierno, en el caso de que lo olvide, que su papel le fue otorgado por la Constitución de la Declaración de Independencia, que otorga a todas las personas los derechos y libertades básicos de los seres humanos.
Para el año 2020 preparan una marcha desde el Delhi Rajghat  ("el sitio de descanso" de Mahatma Gandhi), a Geneva o el cuartel principal de los Naciones Unidos. Llaman a todas las personas de unirse con marchas al Jai Jagat 2020.